# (2896) Preiss
(2896) Preiss es un asteroide perteneciente al cinturón de asteroides, descubierto el 15 de septiembre de 1931 por Karl Wilhelm Reinmuth desde el Observatorio de Heidelberg-Königstuhl, Alemania.

## Designación y nombre
Designado provisionalmente como 1931 RN. Fue nombrado Preiss en honor al científico alemán Günther Preiss.